# Daniel Sarginson

a Compétitions nationales et continentales officielles uniquement.

b Matchs officiels uniquement.
Daniel Sarginson dit Dan Sarginson, né le 26 mai 1993 à Perth (Australie), est un joueur de rugby à XIII international anglais évoluant au poste d'arrière, d'ailier ou de centre dans les années 2010. Il fait ses débuts professionnels en Super League avec les London Broncos en 2011 puis rejoint les Warriors de Wigan en 2014. Titulaire à Wigan avec entre-temps un intermède aux Titans de Gold Coast en National Rugby League infructueux, il y construit son palmarès avec deux titres de Super League en 2016 et 2018. Il honore sa première sélection en équipe d'Angleterre en 2014.

## Palmarès
- Collectif :
  - Vainqueur de la Super League : 2016 et 2018 (Wigan).
  - Finaliste de la Super League : 2014 et 2015 (Wigan).